# 天狗六
羅盤座γ，又名CD-27 5986，HD 75691、SAO 176559、HR 3518，是羅盤座的一颗恒星，视星等为4.01，位于銀經251.57，銀緯10.33，其B1900.0坐标为赤經8h 46m 17.2s，赤緯-27° 10.33′ 20″。